# Rhuda minor
Rhuda minor är en fjärilsart som beskrevs av William Schaus 1906. Rhuda minor ingår i släktet Rhuda och familjen tandspinnare. Inga underarter finns listade.